# Lloyd Osbourne
Samuel Lloyd Osbourne (San Francisco, 7 aprile 1868 – Glendale, 22 maggio 1947) è stato uno scrittore statunitense.

## Biografia
Samuel Lloyd Osbourne era figlio di Samuel Osbourne (nato nel 1836) e Fanny Van de Grift (1840-1914), che divorzierà dal marito e sposerà il 19 maggio 1880 Robert Louis Stevenson. Aveva una sorella maggiore, Isobel (1858-1953), con la quale scrisse Memories of Vailima (1902), ricordi del periodo passato con Stevenson nelle isole Samoa.
Lloyd studiò a Parigi all'Académie Julian, dopo che i genitori si erano separati e aveva seguito la madre nei suoi viaggi, abitando a Indianapolis, Oakland (durante un breve periodo di riconciliazione dei suoi), Anversa e nella capitale francese, dove sua madre incontrò appunto Stevenson. A lui Stevenson dedicò L'isola del tesoro, che scrisse in buona parte per il ragazzo (Lloyd Osbourne aveva 12-13 anni).
La nuova famiglia andò a vivere quindi alle Hawaii, dove fu amica del re Kalākaua; quindi attraverso Sydney, in Australia, viaggiarono per il Pacifico, sulla nave "Janet Nicoll", fino a Samoa, dove visse con il patrigno per quattro anni. Dopo la morte di Stevenson (3 dicembre 1894), Osbourne rimase sull'isola e venne fatto vice-console dell'ambasciata statunitense a Samoa.
Il 9 aprile 1896 sposò Katherine Durham in Honolulu, dalla quale divorziò nel 1914. I due ebbero due figli Alan (nel 1897) e Louis (nel 1900), si sposarono nuovamente nel 1916 e divorziarono ancora.
Nel 1936 si sposò ancora, nel sud della Francia, con Yvonne Payerne, di quaranta anni più giovane, dalla quale ebbe un terzo figlio, Samuel (nato a Nizza nel 1936).
Nel 1941, Osbourne tornò solo negli Stati Uniti. Dopo la guerra, Yvonne e Samuel arrivarono a New York con lo scopo di raggiungerlo lo stesso giorno in cui Osbourne invece moriva in California.

## Opere
- The Queen Versus Billy and other stories (1900)
- Memories of Vailima (1902, con Isobel Field)
- Forty Years Between (1903)
- Love, the Fiddler (1903)
- The Fugitives of Pleasure (1904)
- The Motormaniacs (1905)
- Baby Bullet: The Motor of Destiny (1905)
- Three speeds forward; an automobile love story with one reverse (1906)
- The Tin Diskers: The Story of an Invasion that All But Failed (1906)
- The Adventurer (1907)
- The under-world: an original melodrama in four acts (1907)
- Infatuation (1909)
- Harm's Way (1910)
- A Person of Some Importance (1911)
- The Kingdoms of the World (1912)
- Wild Justice: Stories of the South Seas (1921)
- An Intimate Portrait of R. L. S. by His Stepson (1924)

Collaborò con il patrigno alla stesura di:
- The Wrong Box, 1889; tradotto in italiano da Henry Furst come La cassa sbagliata (Mursia, 1966; Mondadori, 1993)
- The Wrecker, 1892; tradotto da Igor Legati come Il relitto (Einaudi, 1991)
- The Ebb-Tide: A Trio and a Quartette, 1894; tradotto da Renato Prinzhofer come Il riflusso della marea (Sellerio, 1994; Bompiani, 1997)